# Stelis magnicava
Stelis magnicava är en orkidéart som beskrevs av Donald Dungan Dod. Stelis magnicava ingår i släktet Stelis och familjen orkidéer. Inga underarter finns listade i Catalogue of Life.